# Antagonista adrenérgico

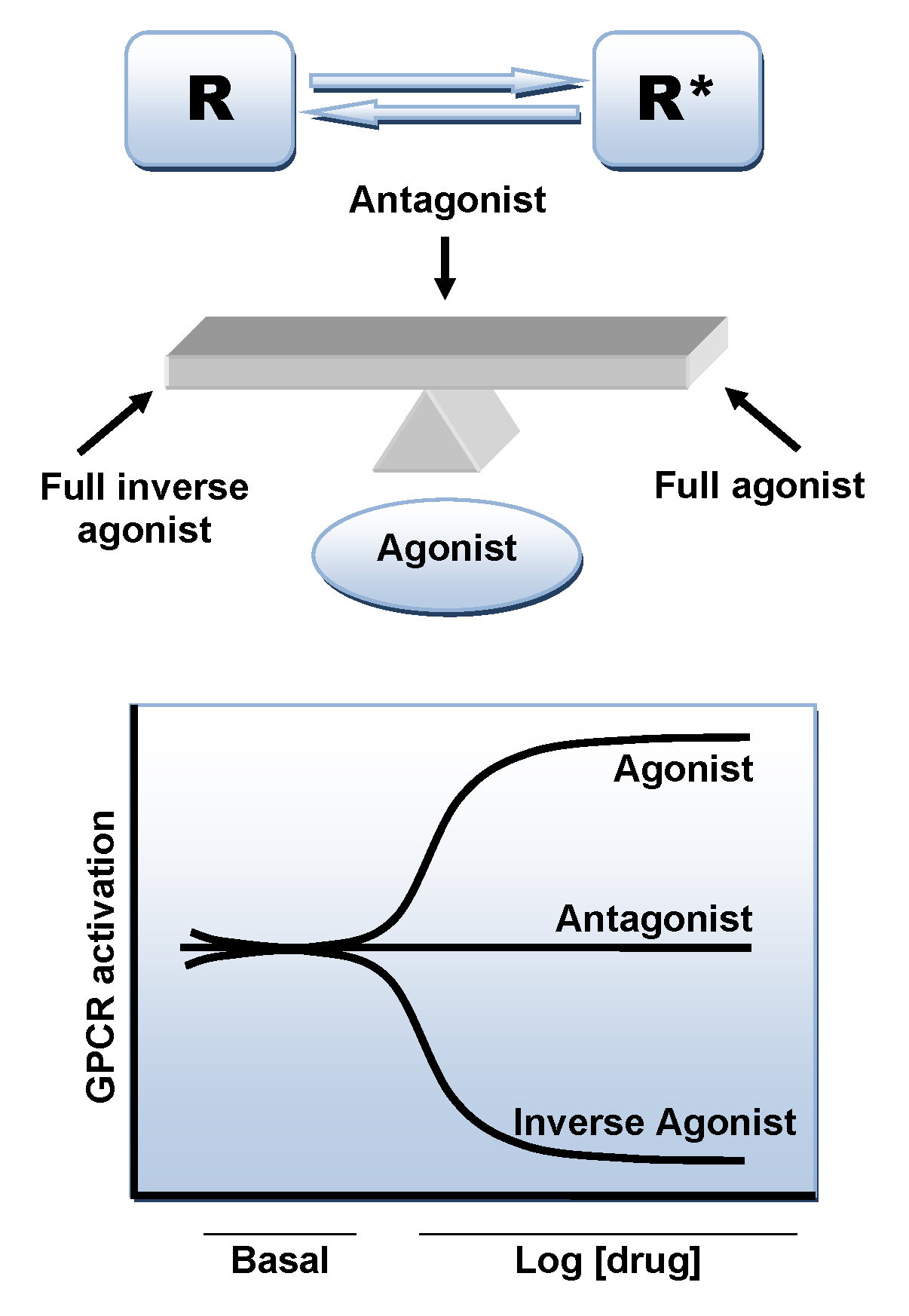
Modelo de dos estados antagonistas.

En farmacología, un antagonista adrenérgico o bloqueante adrenérgico es una sustancia que actúa inhibiendo la acción de los receptores adrenérgicos, por lo que es un tipo de simpaticolítico y tiene acciones contrarias a los agonistas adrenérgicos. 

## Función
Los antagonistas adrenérgicos bloquean las acciones de los neurotransmisores endógenos adrenérgicos epinefrina y norepinefrina. Por el momento no se conocen acciones de utilidad clínica anti-dopaminérgicos en el sistema nervioso periférico, pero el bloqueo de receptores dopaminércios en el sistema nervioso central son de gran importancia clínica.

## Clasificación
Específicamente, los antagonistas adrenérgicos pueden ser divididos en dos grupos:
- Alfa bloqueante; con aplicación en investigaciones sobre la función del sistema nervioso autónomo y para el tratamiento clínico del feocromocitoma, hipertensión y la hiperplasia benigna de próstata.[1]
- Beta bloqueante; útiles para una amplia gama de condiciones clínicas, como la hipertensión arterial, cardiopatía isquémicas, trastornos del ritmo cardíaco y trastornos endocrinológicos, entre otras.[1]